# Body Language (Kylie Minogue)
Body Language è il nono album della cantante pop australiana Kylie Minogue. È un album con suoni più sofisticati e pacati, rispetto al precedente Fever.

## Descrizione
È stato definito come album Lounge con ampi riferimenti R&B, in cui Kylie toglie i panni della cantante futuristica per far posto a quella della diva sofisticata con chiari riferimenti a Brigitte Bardot. La cantante ha dichiarato di aver pensato a Brigitte Bardot come un ottimo miscuglio di classe e rock and roll, indicandola come una delle più famose pinup della storia.
La cantante per quanto riguarda la musica, si è ispirata a grandi nomi della musica americana come Prince, Human League per fondere il suo stile elettro-pop con elementi hip hop. Ottimi i responsi dalla critica. Non ha raggiunto grandi cifre di vendita, nonostante la numero-uno inglese Slow e la nomina ai grammy per Best Dance Record, ma ha venduto circa 2 milioni di copie nel mondo.
Beat Per Minute è stata omessa dal progetto Body Language, ma è stata rinominata BPM e inclusa successivamente come B-Side del singolo del 2004 I Believe In You. Un'ulteriore traccia omessa è la versione di Chocolate contenente una parte Rap. Non è stata inclusa perché alla cantante non piaceva.
Per Body Language fu offerto alla Minogue un'ulteriore brano, dal titolo Toxic, ma la cantante rifiutò e il brano fu in seguito assegnato a Britney Spears, che lo pubblicò come secondo singolo del suo quarto album In the Zone. Toxic è diventato il secondo singolo di maggior successo della Spears, nonché una delle sue canzoni più conosciute.

## Tracce
1. Slow – 3:15 (Kylie Minogue, Dan Carey, Emilíana Torrini)
2. Still Standing – 3:40 (Ash Thomas, Alexis Strum)
3. Secret (Take You Home) – 3:16 (Reza Safinia, Lisa Greene, Niomi McLean-Daley, Hugh Clarke, Paul George, Gerard Charles, Brian P. George, Curtis T. Bedeau, Lucien J. George)
4. Promises – 3:17 (Kurtis el Khaleel, David Billing)
5. Sweet Music – 4:11 (Kylie Minogue, Ash Thomas, Karen Poole)
6. Red Blooded Woman – 4:21 (Karen Poole, Johnny Douglas)
7. Chocolate – 5:00 (Karen Poole, Johnny Douglas)
8. Obsession – 3:31 (Kurtis el Khaleel, Mim Grey, David Billing)
9. I Feel For You – 4:19 (Jason Piccioni, Liz Winstanley, Stefano Anselmetti)
10. Someday – 4:18 (Kylie Minogue, Emilíana Torrini, Ash Thomas)
11. Loving Days – 4:26 (Kylie Minogue, Richard Stannard, Julian Gallagher, Dave Morgan)
12. After Dark – 4:10 (Cathy Dennis, Chris Braide)

Bonus track per l'Australia
1. Slo Motion – 4:18 (Kylie Minogue, Andrew Frampton, Mark Stent, Wayne Wilkins)

Bonus track per il Giappone
1. You Make Me Feel – 4:19 (Kylie Minogue, TommyD, Felix Howard, Marius de Vries)
2. Slo Motion – 4:18 (Kylie Minogue, Andrew Frampton, Mark Stent, Wayne Wilkins)

Bonus track per il Nord America
1. Cruise Control – 3:55 (Kylie Minogue, Karen Poole, Johnny Douglas)
2. You Make Me Feel – 4:19 (Kylie Minogue, TommyD, Felix Howard, Marius de Vries)
3. Slow (Video)
4. Can't Get You out of My Head (Video)

### Versione digitale / streaming maggio 2025
1. Cruise Control – 3:55 (Kylie Minogue, Karen Poole, Johnny Douglas)
2. You Make Me Feel – 4:19 (Kylie Minogue, TommyD, Felix Howard, Marius de Vries)

### Tracce non incluse nel progetto
- I'm Sorry (Kylie Minogue, Peter Gabriel)
- Trippin Me Up (Kylie Minogue, Peter Gabriel)
- On The Up (Kylie Minogue, Johnny Douglas, Karen Poole)
- Beat Per Minute (BPM) (Kylie Minogue, Stannard, Gallagher)
- My Image Unlimited (Rodrigues, Brisebois)
- I'm Just Here For The Music (Kylie Minogue, Rodrigues, Brisebois)

### Money Can't Buy Live (EP)
Un EP limitato contenente tre tracce tratte dal concerto esclusivo Money Can't Buy, è stato pubblicato nei negozi americani Target. Il disco è stato pubblicato il 10 febbraio 2004 ed è stato venduto gratuitamente con l'acquisto dell'album.
1. Can't Get You out of My Head (Live)
2. Slow (Live)
3. Red Blooded Woman (Live)

## Classifiche
| Classifica (2003/2004)               | Massima posizione |
| ------------------------------------ | ----------------- |
| Australian ARIA Albums Chart         | 2                 |
| U.S. Billboard Top Electronic Albums | 2                 |
| Greek International Albums Chart     | 3                 |
| South African Albums Chart           | 3                 |
| Argentine Albums Chart               | 6                 |
| Official Albums Chart                | 6                 |
| Swiss Albums Chart                   | 8                 |
| Belgian Albums Chart                 | 10                |
| German Albums Chart                  | 11                |
| Portuguese Albums Chart              | 14                |
| Dutch Albums Chart                   | 19                |
| Irish Albums Chart                   | 19                |
| New Zealand RIANZ Albums Chart       | 23                |
| French Albums Chart                  | 31                |
| Finnish Albums Chart                 | 32                |
| Canadian Albums Chart                | 38                |
| U.S. Billboard 200                   | 42                |
| U.S. Billboard Comprehensive Albums  | 42                |
| Japanese Oricon Albums Chart         | 43                |
| Italy Albums Chart                   | 47                |
| Polish Albums Chart                  | 49                |